# Silvio Franchi
Silvio Franchi (Trieste, 17 ottobre 1932 – Lecco, 7 giugno 2022) è stato un calciatore italiano, di ruolo difensore.

## Caratteristiche tecniche
Giocò nel ruolo di terzino sinistro.

## Carriera
Giocò in Serie A con il Lecco.

## Palmarès

### Giocatore

#### Competizioni nazionali
- IV Serie: 1

Lecco: 1952-1953